# Seznam nizozemskih nogometašev
Seznam nizozemskih nogometašev.

## A
- Ibrahim Afellay
- Ismail Aisatti
- Vurnon Anita

## B
- Ryan Babel
- Otman Bakkal
- Marco van Basten
- Roy Beerens
- Dennis Bergkamp
- Daley Blind
- Frank de Boer
- Ronald de Boer
- Mark van Bommel
- Sander Boschker
- René Bot
- Khalid Boulahrouz
- Wilfred Bouma
- Edson Braafheid
- Wout Brama
- Joost Broerse
- Giovanni van Bronckhorst
- Arnold Bruggink
- Jeffrey Bruma

## C
- Henk ten Cate
- Jasper Cillessen
- Jordy Clasie
- Tim de Cler
- Phillip Cocu
- Johan Cruijff

## D
- Edgar Davids
- Memphis Depay
- Barry Ditewig
- Bas Dost
- Royston Drenthe

## E
- Eljero Elia
- Urby Emanuelson
- Marvin Emnes
- Orlando Engelaar

## F
- Leroy Fer

## G
- Louis van Gaal
- Ruud Geels
- Ruud Gullit
- Jonathan de Guzmán

## H
- Heinz van Haaren
- Jimmy Floyd Hasselbaink
- Jan Vennegoor of Hesselink
- Guus Hiddink
- Marc van Hintum
- Klaas-Jan Huntelaar
- John Heitinga
- Pierre van Hooijdonk
- Harris Huizingh

## I
- Bruno Martins Indi

## J
- Kew Jaliens
- Daryl Janmaat
- Theo Janssen
- Frenkie de Jong
- John de Jong
- Luuk de Jong
- Nigel de Jong
- Siem de Jong

## K
- Kees Kist
- Tieme Klompe
- Patrick Kluivert
- Ronald Koeman
- Danny Koevermans
- Terence Kongolo
- Bert Konterman
- Adrie Koster
- Ruud Krol
- Jan Kromkamp
- Tim Krul
- Nicky Kuiper
- Dirk Kuyt

## L
- Michael Lamey
- Denny Landzaat
- Jeffrey Leiwakabessy
- Jeremain Lens
- Matthijs de Ligt
- Olaf Lindenbergh
- Gleen Loovens
- Theo Lucius
- Anthony Lurling

## M
- Hedwiges Maduro
- Roy Makaay
- Dirk Marcellis
- Joris Mathijsen
- Rinus Michels

## N
- Johan Neeskens
- Ruud van Nistelrooy
- Dennis de Nooijer
- Gérard de Nooijer
- Arthur Numan

## O
- Steve Olfers
- André Ooijer
- Barry Opdam
- Marc Overmars

## P
- Alex Pastoor
- Robin van Persie
- Erik Pieters
- Quincy Promes
- Davy Pröpper

## R
- Michael Reiziger
- Fernando Ricksen
- Frank Rijkaard
- Arjen Robben
- Peter de Roo
- Jelle ten Rouwelaar

## S
- Edwin van der Sar
- Stijn Schaars
- Piet Schrijvers
- Clarence Seedorf
- David Mendes da Silva
- Wesley Sneijder
- Evander Sno
- Jaap Stam
- Maarten Stekelenburg
- Huub Stevens
- Kevin Strootman

## T
- Jeffrey Talan
- Ignacio Tuhuteru

## V
- Rafael van der Vaart
- Joël Veltman
- Piet Velthuizen
- Ronny Venema
- Paul Verhaegh
- Ron Vlaar
- Peter van Vossen
- Michel Vorm
- Stefan de Vrij

## W
- Ronald Waterreus
- Sander Westerveld
- Gregory van der Wiel
- Georginio Wijnaldum
- Jetro Willems
- Aron Winter
- Peter Wisgerhof
- Ricky van Wolfswinkel

## Z
- Marvin Zeegelaar
- Demy de Zeeuw
- Boudewijn Zenden